# グランドキャニオン (グリーンランド)

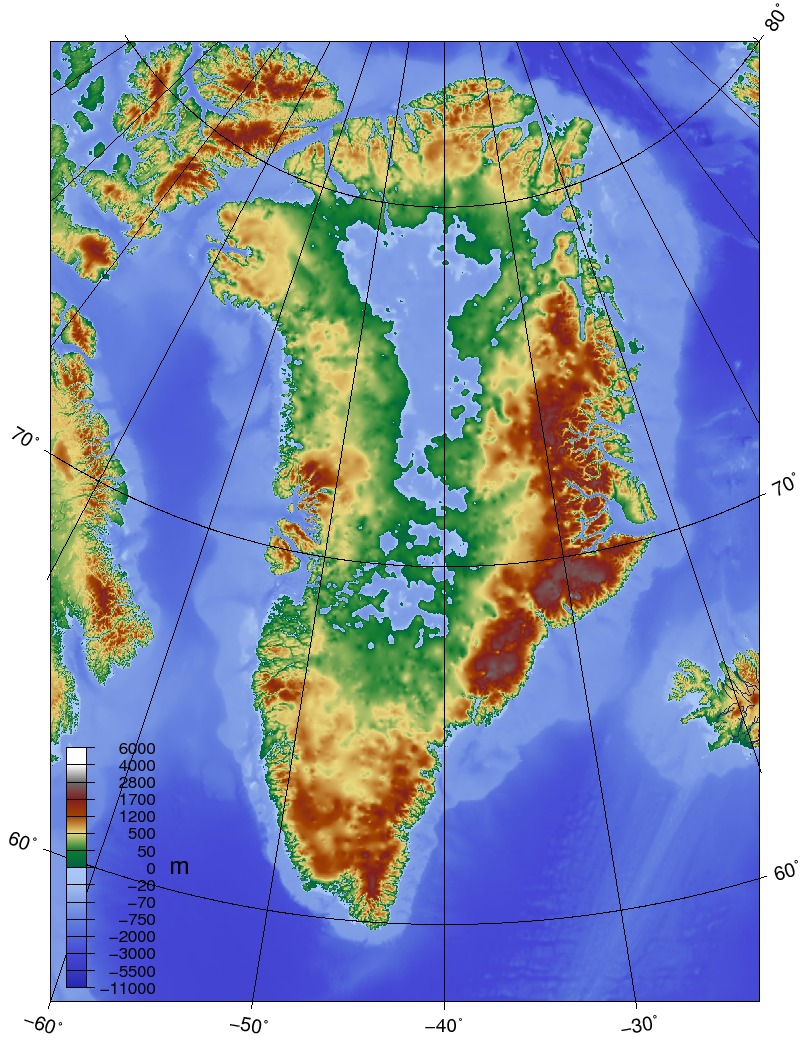
氷の下の岩盤の地形図。グリーンランド中央よりやや南の部分から北部にかけての内陸部の標高が-750～-2000mとなっていることが分かる。

グリーンランドのグランドキャニオンはブリストル大学、カルガリー大学、ウルビーノ大学（University of Urbino）の科学者により2013年8月30日のサイエンス誌（提出は2013年4月29日）にてその存在が報告された（同誌には「mega-canyon」というコメントを添えて掲載された）、グリーンランド氷床（Greenland ice sheet）下で発見された巨大な峡谷である。

## 発見
NASAのアイスブリッジ作戦（Operation_IceBridge、極地の氷の変化を観察するためのNASAの計画）中に収集された氷を透過するレーダーによるデータで明らかとなった、島の中央部から北極海に向かって、ピーターマン氷河（Petermann_Glacier）のフィヨルドにまで渡る巨大な氷河下の峡谷である。峡谷の底は海面下にあり、氷床の内部から縁へといたる水の流れに大きな影響を与えた可能性があるという。ブリストル大学の地理学者であるジョナサン・バンバー（Jonathan Bamber）は、「独特のV字型の壁と平らな底（下部）は、氷ではなく、水が（そこに）埋まった状態で峡谷が彫られたことを示唆している」と主張している。

## 峡谷の大きさについて
峡谷は長さ750キロメートル (466 mi)、最大深度800メートル (2,600 ft)、幅員10キロメートル (6 mi)を誇り、これまでに地球上で発見されたなかでは最長の峡谷になっている 。しかしながら、グランドキャニオン（アリゾナ州に位置し一般に「グランドキャニオン」として知られているもの、深さ1,857メートル）やこれまでに世界最長であったチベットのヤルンツァンポ川流域にある雅魯蔵布（ヤルンツァンポ）大峡谷（Yarlung Tsangpo Grand Canyon）、全体で2,268メートル）などを初めとした多くの峡谷の方が深さでは勝っている。
峡谷は氷床の形成よりも前から存在し、これまでの氷河期におけるグリーンランドの基礎水文学的な水の性質に影響を与えてきたと考えられる。